# ダグアウト!!!
『ダグアウト!!!』は、2023年10月3日よりBS10（放送開始から2024年12月26日放送分までBSJapanext）で毎週木曜日 22:00 - 23:00（JST）に放送中のスポーツ・トークバラエティ番組。

## 概要
野球にテーマを絞ったトーク番組であり、プロ野球経験者（現役選手含む）が出演する。番組名の「ダグアウト」（またはダッグアウト）とは野球場で選手の控えるベンチを指し、選手たちが「ダグアウトでの会話のように球界のアレコレを語る」という意味が込められている。

### 出演者
毎週1～2名のプロ野球選手・OBがゲスト出演し、くわえて通常2名のMCも出演するが、収録ごとの持ち回りなためレギュラー出演者は据えていない。MCはいずれも熱烈な野球ファンとして知られるタレント・フリーアナウンサーが務める（過去の出演者については#放送リスト参照）。

## コーナー
- 俺のベスト9 - ゲストが時代・球団を問わず自らを含む「最強のベストナイン」を打順込みで発表し、その選手たちの凄さなどを語る。
- 教えて! 野Q塾 - 子どもたちより寄せられた質問にゲストが答えるコーナー。野球少年からの「守備で捕球時の動き出しを早くするには」など技術的な質問も多い。
- ガチャガチャ ダグアウト!!! - ゲストがカプセルトイ機からトークテーマ入りのカプセルを取り出し、そのテーマに沿って話す。
- ダグアウト!!! 球界相関図 - ゲストが現役時代の選手、コーチらとの関係性を相関図として書き出すなどし、その人となりやエピソードを語る。
- 球界アレコレ話 - MCがゲストに球界の気になる話をアレコレ聞きまくる。
- 俺のベストローテ - ゲストが現役時代にプレーしていた投手を「最強のベストローテ」を先発ローテ（6人）・中継ぎ・抑えの順に発表し、その選手たちの凄さなどを語る。
- ○×ダグアウト!!! - MCが出題する質問に対して、ゲストが○×で5秒以内に回答する。
- ○○さんって どんな人?? - 現役・OB選手にゲストが、キャッチコピーをつけエピソードを語る。
- ダグアウト BEST1 - ゲストがテーマに沿ったBEST1を選び、エピソードを語る。

## 放送リスト

### BSJapanext時代
| 回 | 放送日        | ゲスト                                         | MC                                     | 備考                                             |
| -- | ------------- | ---------------------------------------------- | -------------------------------------- | ------------------------------------------------ |
| 1  | 2023年10月3日 | 上原浩治                                       | 上田まりえ、小沢一敬（スピードワゴン） |                                                  |
| 2  | 10月10日      | 五十嵐亮太、真中満                             | 上田まりえ、小沢一敬（スピードワゴン） |                                                  |
| 3  | 10月17日      | 井口資仁、武田一浩                             | 上田まりえ、ビビる大木                 |                                                  |
| 4  | 10月24日      | 五十嵐亮太、内川聖一                           | 上田まりえ、ビビる大木                 |                                                  |
| 5  | 10月31日      | 飯田哲也、宮本慎也                             | 市川いずみ、松陰寺太勇（ぺこぱ）       |                                                  |
| 6  | 11月7日       | 里崎智也                                       | 市川いずみ、松陰寺太勇（ぺこぱ）       |                                                  |
| 7  | 11月14日      | 糸井嘉男、坂口智隆                             | 市川いずみ、ビビる大木                 |                                                  |
| 8  | 11月21日      | 井口資仁、岩瀬仁紀                             | 市川いずみ、ビビる大木                 |                                                  |
| 9  | 11月28日      | 岩隈久志、川﨑宗則                             | 上田まりえ、岡田圭右（ますだおかだ）   |                                                  |
| 10 | 12月5日       | 川﨑宗則、成瀬善久                             | 上田まりえ、岡田圭右（ますだおかだ）   |                                                  |
| 11 | 12月12日      | 西岡剛、平田良介                               | 真中満、小沢一敬                       | 真中は選手経験者としては番組初となるMC           |
| 12 | 12月19日      | 岩本勉、緒方耕一                               | 真中満、小沢一敬                       |                                                  |
| 13 | 12月26日      | 岩瀬仁紀、川上憲伸                             | 上田まりえ、小沢一敬                   |                                                  |
| -  | 2024年1月2日  | 総集編                                         | 総集編                                 |                                                  |
| 14 | 1月9日        | （編成上の都合により放送中止）                 | （編成上の都合により放送中止）         | 放送当日は#3の再放送に差し替え                   |
| 15 | 1月16日       | 高木豊、野村弘樹                               | 平井理央、岡田圭右                     |                                                  |
| 16 | 1月23日       | 谷繁元信                                       | 平井理央、岡田圭右                     |                                                  |
| 17 | 2月13日       | 石川雄洋、村田修一                             | 平井理央、岡田圭右                     | ※1月30日・2月6日は編成の都合により再放送。       |
| 18 | 2月20日       | 今成亮太、桧山進次郎                           | 平井理央、岡田圭右                     |                                                  |
| 19 | 2月27日       | 清水隆行、仁志敏久                             | 上田まりえ、ビビる大木                 |                                                  |
| 20 | 3月5日        | 斎藤雅樹、中尾孝義                             | 上田まりえ、ビビる大木                 |                                                  |
| 21 | 3月12日       | いけだてつや、岡田圭右、かみじょうたけし       | 真中満、五十嵐亮太                     | 第96回 選抜高校野球大会 とことん深掘りSP!        |
| 22 | 3月19日       | 上田まりえ、岡田圭右、山根良顕（アンガールズ） | 真中満、五十嵐亮太                     | プロ野球開幕前!大予想SP!                         |
| 23 | 3月26日       | 内竜也、G.G.佐藤                               | 坂本麻子、岡田圭右                     |                                                  |
| 24 | 4月2日        | 総集編                                         | 総集編                                 |                                                  |
| 25 | 4月9日        | 清水直行、藤田宗一                             | 平井理央、岡田圭右                     |                                                  |
| 26 | 4月16日       | 飯田哲也、ギャオス内藤                         | 平井理央、岡田圭右                     |                                                  |
| 27 | 4月23日       | 小林雅英、初芝清                               | 平井理央、五十嵐亮太                   |                                                  |
| 28 | 4月30日       | 小早川毅彦、前田智徳                           | 上田まりえ、山根良顕                   |                                                  |
| 29 | 5月7日        | 金石昭人、高橋慶彦                             | 上田まりえ、山根良顕                   |                                                  |
| 30 | 5月14日       | 角盈男、西本聖                                 | 上田まりえ、ビビる大木                 |                                                  |
| 31 | 5月21日       | 上重聡、古木克明                               | かみじょうたけし、岡田圭右             |                                                  |
| 32 | 5月28日       | 川尻哲郎、濱中治                               | 平井理央、岡田圭右                     |                                                  |
| 33 | 6月4日        | 宮本慎也                                       | 平井理央、かみじょうたけし             |                                                  |
| 34 | 6月11日       | 松田宣浩、吉村裕基                             | 上重聡、岡田圭右                       |                                                  |
| 35 | 6月18日       | 遠藤一彦、齊藤明雄                             | 上重聡、ビビる大木                     |                                                  |
| 36 | 6月25日       | デーブ大久保                                   | 上重聡、ビビる大木                     |                                                  |
| 37 | 7月2日        | 総集編                                         | 総集編                                 |                                                  |
| 38 | 7月9日        | 田中幸雄、西崎幸広                             | 上田まりえ、岩本勉                     |                                                  |
| 39 | 7月16日       | 五十嵐亮太、近藤一樹                           | 上田まりえ、真中満                     |                                                  |
| 40 | 7月23日       | 川上憲伸                                       | 上田まりえ、真中満                     |                                                  |
| 41 | 7月30日       | 佐々岡真司、西山秀二                           | 平井理央、岡田圭右                     |                                                  |
| 42 | 8月6日        | 清水隆行、元木大介                             | 平井理央、岡田圭右                     |                                                  |
| 43 | 8月13日       | 小笠原道大、下柳剛                             | 平井理央、ビビる大木                   |                                                  |
| 44 | 8月20日       | 岩村明憲、川﨑宗則                             | 上重聡、岡田圭右                       |                                                  |
| 45 | 8月27日       | 川﨑宗則、西岡剛                               | 上重聡、岡田圭右                       |                                                  |
| 46 | 9月3日        | 大塚光二、金村義明                             | 真中満、岡田圭右                       |                                                  |
| 47 | 9月10日       | 大引啓次、G.G.佐藤                             | 上田まりえ、ビビる大木                 |                                                  |
| 48 | 9月17日       | 亀山つとむ、ギャオス内藤                       | 上田まりえ、ビビる大木                 |                                                  |
| 49 | 9月24日       | 里崎智也                                       | 上田まりえ、松陰寺太勇                 |                                                  |
| 50 | 10月3日       | 総集編                                         | 総集編                                 | この回から放送時間が変更（木曜 22:00 - 23:00）。 |
| 51 | 10月10日      | 今中慎二、宇野勝                               | 平井理央、井戸田潤（スピードワゴン）   |                                                  |
| 52 | 10月17日      | 山本昌                                         | 平井理央、井戸田潤（スピードワゴン）   |                                                  |
| 53 | 10月24日      | 荒木大輔、伊東勤                               | 平井理央、真中満                       |                                                  |
| 54 | 10月31日      | 岡島秀樹、前田幸長                             | 上重聡、岡田圭右                       |                                                  |
| 55 | 11月7日       | 五十嵐亮太、川崎憲次郎                         | 上重聡、岡田圭右                       |                                                  |
| 56 | 11月14日      | 武田一浩、山本昌                               | 上重聡、岡田圭右                       |                                                  |
| 57 | 11月21日      | 阿波野秀幸、西崎幸広                           | 上田まりえ、ビビる大木                 |                                                  |
| 58 | 11月28日      | 今成亮太、岩田稔                               | 上田まりえ、中岡創一（ロッチ）         |                                                  |
| 59 | 12月5日       | 佐藤義則、パンチ佐藤                           | 上田まりえ、中岡創一（ロッチ）         |                                                  |
| 60 | 12月12日      | 糸井嘉男                                       | 上重聡、岡田圭右                       |                                                  |
| 61 | 12月19日      | T-岡田                                         | 上重聡、岡田圭右                       |                                                  |
| 62 | 12月26日      | 平石洋介                                       | 上重聡、岡田圭右                       | BSJapanextとして、最後のレギュラー放送。         |

### BS10時代
| 回 | 放送日                          | ゲスト                                 | MC                                     | 備考                                                     |
| -- | ------------------------------- | -------------------------------------- | -------------------------------------- | -------------------------------------------------------- |
| 63 | 2025年1月17日 （20:00 - 22:00） | 岩瀬仁紀、工藤公康、前田智徳、宮本慎也 | 上田まりえ、岡田圭右                   | ドラフト会議2時間スペシャル                              |
| 64 | 1月20日                         | 五十嵐亮太、山崎晃大朗                 | 吉田恵美、真中満                       | BS10開局後、最初のレギュラー放送（月曜 22:00 - 23:00）。 |
| 65 | 1月27日                         | 角盈男、高木豊                         | 真中満、ゴルゴ松本（TIM）              |                                                          |
| 66 | 2月3日                          | 鶴岡慎也、吉川光夫                     | 真中満、ゴルゴ松本（TIM）              |                                                          |
| 67 | 2月10日                         | 西山秀二、野村謙二郎                   | 上田まりえ、山根良顕                   |                                                          |
| 68 | 2月17日                         | 笘篠賢治、西山秀二                     | 上田まりえ、徳井義実（チュートリアル） |                                                          |
| 69 | 2月24日                         | 佐々岡真司、前田智徳                   | 上田まりえ、徳井義実（チュートリアル） |                                                          |
| 70 | 3月3日                          | 総集編                                 | 総集編                                 |                                                          |
| 71 | 3月10日                         | 篠塚和典、中畑清                       | 平井理央、ビビる大木                   |                                                          |
| 72 | 3月17日                         | いけだてつや、かみじょうたけし         | 上重聡、レッド吉田（TIM）              | 春のセンバツ深掘りSP                                     |
| 73 | 3月24日                         | 今岡真訪、清水隆行                     | 平井理央、ビビる大木                   |                                                          |
| 74 | 3月31日                         | 中尾孝義、平野謙                       | 真中満、ビビる大木                     |                                                          |
| 75 | 4月7日                          | 宮國椋丞、山口俊                       | 上重聡、レッド吉田                     |                                                          |
| 76 | 4月14日                         | 今江敏晃                               | 上田まりえ、かみじょうたけし           |                                                          |
| 77 | 4月21日                         | 総集編                                 | 総集編                                 |                                                          |
| 78 | 4月28日                         | 金石昭人、金村義明                     | 上田まりえ、井戸田潤                   |                                                          |
| 79 | 5月5日                          | 川上憲伸、前田智徳                     | 上田まりえ、井戸田潤                   | 2週連続放送                                              |
| 80 | 5月12日                         | 川上憲伸、前田智徳                     | 上田まりえ、井戸田潤                   | 2週連続放送                                              |
| 81 | 5月19日                         | 達川光男                               | 上重聡、徳井義実                       |                                                          |
| 82 | 5月26日                         | 大野豊、西山秀二                       | 白戸ゆめの、徳井義実                   |                                                          |
| 83 | 6月2日                          | 金子侑司、増田達至                     | 吉田恵美、徳井義実                     |                                                          |
| 84 | 6月9日                          | 内川聖一、銀次                         | 平井理央、真中満                       |                                                          |
| 85 | 6月16日                         | 田口壮                                 | 上重聡、真中満                         |                                                          |
| 86 | 6月23日                         | 工藤公康                               | 上重聡、レッド吉田                     |                                                          |
| 87 | 7月3日                          | 総集編                                 | 総集編                                 | この回から放送時間が変更（木曜 22:00 - 23:00）。         |
| 88 | 7月10日                         | 和田一浩                               | 平井理央、真中満                       |                                                          |
| 89 | 7月17日                         | 小林雅英、西岡剛                       | 平井理央、真中満                       |                                                          |
| 90 | 7月24日                         | 岡田幸文、西岡剛                       | 平井理央、真中満                       |                                                          |
| 91 | 7月31日                         | 中嶋聡                                 | 上田まりえ、岡田圭右                   |                                                          |
| 92 | 8月7日                          | 大塚光二、金村義明                     | 上田まりえ、岡田圭右                   |                                                          |
| 93 | 8月14日                         | 飯田哲也、笘篠賢治                     | 上田まりえ、岡田圭右                   |                                                          |
| 94 | 8月21日                         | 総集編                                 | 総集編                                 |                                                          |